# Gideon von Krismanic

Gideon von Krismanic

Gideon von Krismanic (* 22. April 1817 in Bozovici; † 23. Mai 1876 in Petrovaradin) war ein österreichischer Generalmajor.

## Herkunft
Seine Eltern waren der Hauptmann Stephan Krismanic (1773–1819) und dessen Ehefrau Karoline Waberer.

## Leben
Krismanic besuchte von 1828 bis 1836 die Theresianische Militärakademie, die er als Jahrgangsbester abschloss. Er trat als Leutnant in das Infanterieregiment Nr. 62 ein und wurde im Juni 1839 dem General-Quartiermeisterstab zugeteilt, wo er bei der Kartographierung Böhmens und Ungarns sowie der Landesbeschreibung Tirols und Oberitaliens mitwirkte.
1848 bis 1849 nahm er im General-Quartiermeisterstab am Feldzug in Italien teil. 1849 erfolgte seine Beförderung zum Major. Im April 1851 wurde er Generalstabschef des IX. Korps. Während des Krimkriegs erfolgte die Mobilmachung und Krismanic wurde in Siebenbürgen und der Bukowina verwendet. 1856 leitete er das Kriegsgeschichtliche Büro und unternahm diplomatische Missionen. 1859 lehrte Krismanic Kriegsgeschichte und Strategie an der k.u.k. Kriegsschule und nahm im selben Jahr, mit Auszeichnung, an der Schlacht von Solferino teil. Nach Verwendungen als Generalstabschef wurde er 1864 Generalmajor und schlug Ende 1864 einen Aufstand in Friaul nieder.
1866 war er Chef der Operationskanzlei der Nordarmee, wo er den Operationsplan für den Deutschen Krieg entwarf. Einen Tag vor der Schlacht bei Königgrätz wurde er seines Postens enthoben und vor ein Kriegsgericht gestellt. Ihm wurde vor allem die defensive Ausrichtung des Plans vorgeworfen. Die Untersuchung wurde eingestellt, Krismanic am 1. November 1866 pensioniert.
Im Juni 1872 reaktiviert, wurde er Kommandant der Festung in Petrovaradin, wo er auch am 23. Mai 1876 verstarb.

## Familie
Krismanic heiratete Rosa Manz von Mariensee. Das Paar hatte vier Söhne und drei Töchter.